# El diario de la tarde
El diario de la tarde fue el último segmento informativo vespertino del canal de noticias argentino A24 en el horario de 16 a 19 horas, el cual es conducido por Osvaldo Granados. 
De la mano de los móviles en exteriores, analistas e invitados, El diario de la tarde se convierte en el espacio en donde los anticipos de la información, la actualidad inmediata y el trato de temas relacionados con la sociedad son protagonistas, esto lo convierte en el espacio ideal para informarse y actualizarse en el regreso al hogar.
Integran su equipo Gustavo Sylvestre (política), Toti Pasman (deportes), Paulo Kablan (policiales), Sandra Igelka (judiciales), Andrés Ferraro (internacionales), Daniel Ambrosino (espectáculos) y Miriam Andrioli (clima).
- Datos: Q5824682